# Emanuel Šmejkal
Emanuel Šmejkal (1. března 1911 – 30. září 1949) byl český fotbalista, obránce a útočník.

## Fotbalová kariéra
Hrál za AFK Kolín a SK Kladno. V lize odehrál 158 utkání a dal 9 gólů. Ve Středoevropském poháru nastoupil v roce 1938 ve 4 utkáních za SK Kladno proti Juventusu a HAŠK Záhřeb.
Zemřel při fotbalovém zápasu na hřišti poté, co schytal ránu do hrudi, která mu znemožnila dýchat.

## Ligová bilance
| Ročník               | Zápasy | Góly | Klub      |
| -------------------- | ------ | ---- | --------- |
| Státní liga 1934/35  | -      | 2    | AFK Kolín |
| Státní liga 1935/36  | 4      | 0    | AFK Kolín |
| Státní liga 1935/36  | -      | 4    | SK Kladno |
| Státní liga 1936/37  | -      | 0    | SK Kladno |
| Státní liga 1937/38  | -      | 1    | SK Kladno |
| Státní liga 1938/39  | 14     | 0    | SK Kladno |
| Národní liga 1939/40 | -      | 2    | SK Kladno |
| Národní liga 1940/41 | -      | 0    | SK Kladno |
| Národní liga 1941/42 | -      | 0    | SK Kladno |
| CELKEM               | 158    | 9    |           |